# Liste des cathédrales du Pernambouc
Cet article recense les cathédrales du Pernambouc au Brésil.

## Généralités
Du point de vue de l'Église catholique, l'État du Pernambouc est administré par un archidiocèse et neuf diocèses. Au total, l'État compte dix cathédrales et une cocathédrale.

## Liste

### Cathédrales
| Édifice                                   | Ville                 | Juridiction                | Notes                                                            | Coordonnées                       | Illus. |
| ----------------------------------------- | --------------------- | -------------------------- | ---------------------------------------------------------------- | --------------------------------- | ------ |
| Seigneur-Bon-Jésus-des-Remèdes (en)       | Afogados da Ingazeira | Afogados da Ingazeira (pt) |                                                                  | 7° 45′ 00″ sud, 37° 38′ 17″ ouest |        |
| Notre-Dame-des-Douleurs (id)              | Caruaru               | Caruaru (pt)               |                                                                  | 8° 17′ 07″ sud, 35° 58′ 15″ ouest |        |
| Bon-Jésus-des-Affligés (id)               | Floresta              | Floresta (pt)              |                                                                  | 8° 36′ 13″ sud, 38° 34′ 13″ ouest |        |
| Saint-Antoine (id)                        | Garanhuns             | Garanhuns (pt)             |                                                                  | 8° 53′ 26″ sud, 36° 29′ 30″ ouest |        |
| Notre-Dame-de-l'Immaculée-Conception (id) | Nazaré da Mata        | Nazaré (pt)                |                                                                  | 7° 44′ 32″ sud, 35° 13′ 34″ ouest |        |
| Saint-Sauveur-du-Monde (pt)               | Olinda                | Olinda et Recife           | Inscrite au patrimoine mondial (centre historique d'Olinda (pt)) | 8° 00′ 50″ sud, 34° 50′ 56″ ouest |        |
| Notre-Dame-de-l'Immaculée-Conception (id) | Palmares              | Palmares (pt)              |                                                                  | 8° 41′ 07″ sud, 35° 35′ 23″ ouest |        |
| Sainte-Agathe (id)                        | Pesqueira             | Pesqueira (pt)             |                                                                  | 8° 21′ 26″ sud, 36° 41′ 47″ ouest |        |
| Sacré-Cœur (en)                           | Petrolina             | Petrolina (pt)             |                                                                  | 9° 23′ 57″ sud, 40° 30′ 03″ ouest |        |
| Saint-Antoine-de-Padoue (en)              | Salgueiro             | Salgueiro (pt)             |                                                                  | 8° 04′ 27″ sud, 39° 07′ 09″ ouest |        |

### Cocathédrale
| Édifice           | Ville  | Juridiction      | Coordonnées                       | Illus. |
| ----------------- | ------ | ---------------- | --------------------------------- | ------ |
| Saint-Pierre (pt) | Recife | Olinda et Recife | 8° 04′ 02″ sud, 34° 52′ 45″ ouest |        |